# Chevrolet SSR
La Chevrolet SSR (Super Sport Roadster) est un cabriolet coupé et pick-up fabriqué de 2003 à 2006 par le constructeur automobile américain Chevrolet.

## Conception

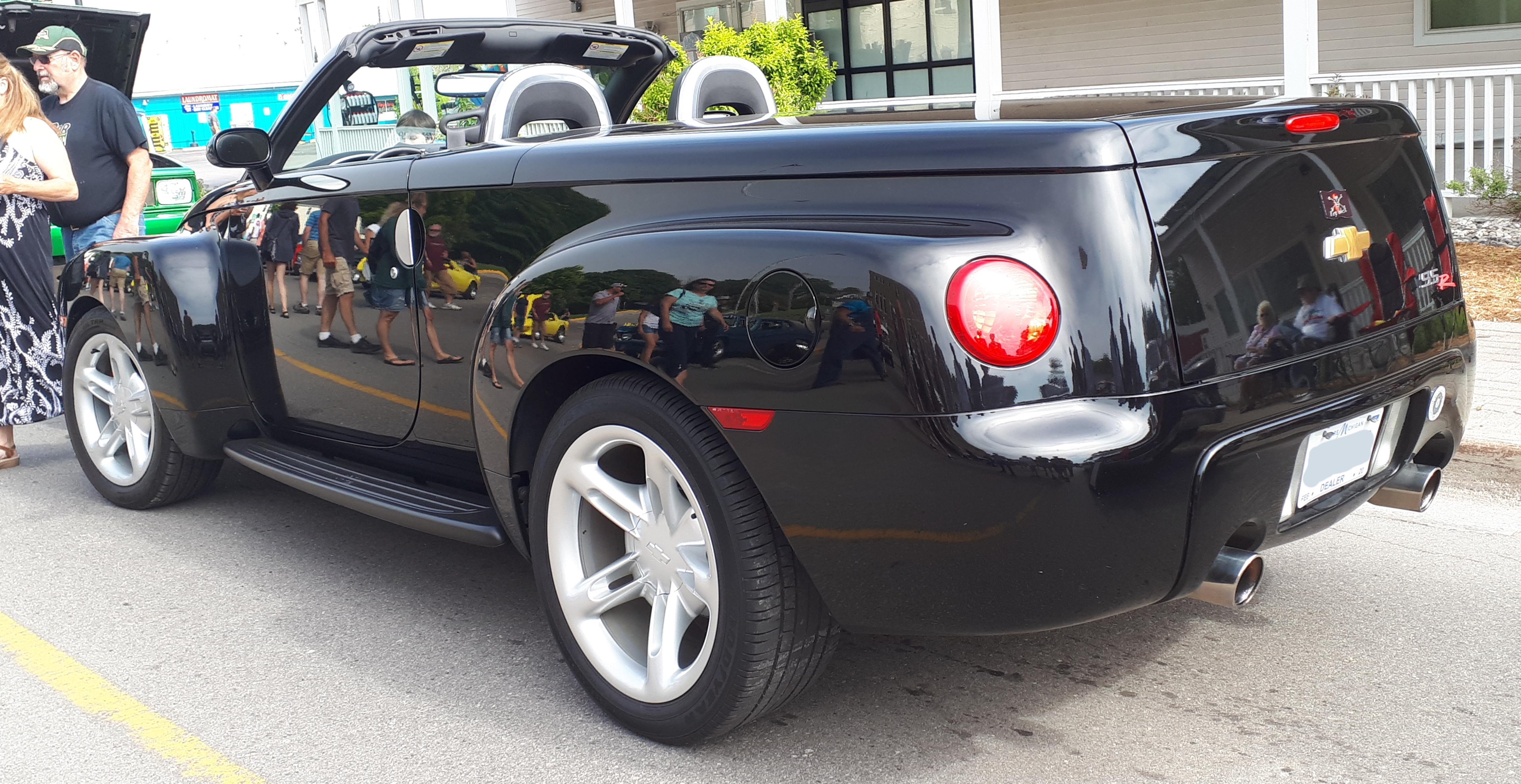
Chevrolet SSR vue arrière

Le design de style «rétro» de la SSR a été inspiré par les pick-ups Chevrolet Advance Design de la fin des années 1940, en particulier les pick-ups de 1947-1955. Le véhicule roulait sur une plate-forme GM368 qui lui est propre, une version hautement adaptable de la plate-forme GMT360 de l'époque, et comportait un toit rigide rétractable à carroserie en acier conçu par Karmann et construit par ASC,. La carrosserie du pick-up, à savoir les ailes avant, était fabriquée avec des emboutissages profond, une technique de formage qui n'avait pas été utilisée dans l'estampage automobile depuis des décennies, et nécessitait un "réapprentissage" de cette technique de formage. Le modèle de production était basé sur le concept car SuperSport Roadster présenté au Salon de l'auto de Détroit 2000. Une SSR de production précoce a été la pace car de la course automobile de l'Indianapolis 500 en 2003.

## Carrosserie
La Chevrolet SSR est basée sur une plateforme de SUV General Motors utilisée également par les Chevrolet TrailBlazer, GMC Envoy, Oldsmobile Bravada, Buick Rainier, Isuzu Ascender et Saab 9-7X. Le modèle de production est basé sur la Chevrolet SuperSportRoadster présenté au salon automobile de Detroit en 2000.
L'aspect rétro de la carrosserie du SSR ressemble énormément à celui d'un pick-up ou encore au légendaire El Camino en raison de sa boîte arrière allongée qui est recouverte par un couvercle en fibre de verre.

## Moteur
Pour les années 2003 et 2004, le véhicule utilisait un moteur V8 Vortec 500 de 5,3L de 300 chevaux. Pour 2005, la SSR était dotée d'un moteur V8 LS2, utilisée notamment par la Chevrolet Corvette C6 et la Pontiac GTO et une transmission manuelle à 6 vitesses Tremec qui était utilisée pour la première fois. En 2006, le moteur LS2 a subi quelques modifications pour que le moteur puisse développer 395 chevaux avec une boîte de vitesses automatiques et 400 chevaux avec une boîte de vitesses manuelle.

## Ventes
La SSR a été présentée comme modèle de 2004 le soir du Nouvel An de 2003. La Chevrolet Super Sport Roadster (SSR) a été fabriquée à Lansing, Michigan aux États-Unis. 24 112 voitures ont été écoulées sur les 24 180 réalisées. Les ventes du modèle 2004 de la Chevrolet SSR n'ont pas répondu aux attentes de General Motors : 9000 exemplaires avaient été écoulés. À la mi-2006, le constructeur automobile annonce la fermeture de l'usine de Lansing, provoquant en même temps la fin de la production de la SSR.
| Année | Nombre d’exemplaires |
| 2002  | 5                    |
| 2003  | 3 522                |
| 2004  | 16 344               |
| 2005  | 3 483                |
| 2006  | 826                  |
| TOTAL | 24 180               |

## Sports motorisés
Un record de vitesse terrestre a été tenté à l'aide d'une version hautement modifiée d'une SSR lors de la Bonneville Speed Week en août 2011. Malgré les efforts de l'équipe, la SSR en question a été jugée inéligible à la course dans la catégorie dans laquelle elle comptait concourir en raison d'une face avant non conforme aux règles de la catégorie. Ils ont été autorisés à faire courir le pick-up pour "temps au chronomètre seulement" mais le pick-up s'est avéré instable à des vitesses approchant les 320 km/h. Malheureusement, le pick-up n'a jamais atteint des vitesses suffisamment proches pour prendre le record. Cette même année, un GMC Sonoma de 1996 a mis le record de la catégorie encore plus loin en atteignant près de 15 km/h de plus que le record précédent.